# Сварынь
Свары́нь или Свары́ны (бел. Свары́нь, бел. Свары́ны) — деревня в составе Радостовского сельсовета Дрогичинского района Брестской области Белоруссии.

## Этимология
В основе топонима «Сварынь» лежит многократно упоминаемый в письменных источниках термин «сварка» со значением «ссора, спорное землевладение».

## Географическое положение
Сварынь расположена в 33 км на юго-запад от Дрогичина, 141 км от Бреста и в 28 км от ж/д станции Дрогичин (линия Брест — Гомель). Через деревню пролегает автодорога Дрогичин — Дивин

## История
В письменных источниках деревня впервые упоминается в XVI веке под названием Сварычевичи в составе Пинского повета Великого княжества Литовского. Следующее упоминание относится к 1531 году (дарственная грамота королевы Боны). В 1795 году Сварынь отошла к Российской империи и была включена в Кобринский уезд Слонимской губернии. С 1797 года деревня стала относиться к Литовской губернии, с 1801 года — к Гродненской. В 1884г. построена кладбищенская часовня.
В 1921 году деревня, будучи в составе Польши (в 1921—1939 годах), относилась к Лёликовской гмине Камень-Каширского повета Полесского воеводства. 15 января 1940 года Сварынь вошла в состав Дивинского района Брестской области, а 12 октября того же года — в состав Радостовского сельсовета. В 1941 году в деревне была начальная школа.
Во время Великой Отечественной войны вплоть до лета 1943 года Сварынь являлась центром партизанской зоны. Последняя занимала территорию от Днепровско-Бугского канала до райцентров Любешова и Камень-Каширский на Украине и являлась базой для крупных сил партизан Брестского и Пинского партизанских соединений с размещением партизанского семейного лагеря. Силами жителей Радостовского сельсовета на данной территории был устроен крупный партизанский аэродром, начавший свою деятельность с сентября 1939 года. Ответом со стороны немецко-фашистских оккупантов в апреле 1943 года стали сожжение 199 домов и убийство 118 жителей. На фронтах во время Второй мировой войны погибли 44 жителя; возле деревни жертвами войны стали 86 партизан и солдат.
8 августа 1954 года Сварынь вошла в состав Дрогичинского района Брестской области. В последние десятилетия XX века насчитывалось 303 двора и 970 жителей.
По данным 2006 года, Сварынь находилась в составе СПК «Радостовский». В деревне находились средняя школа, отделение связи, сельский клуб, библиотека, два магазина, коммерческий магазин, баня и молитвенный дом баптистов.
17 июня 2011 года был освящен новый православный Петро-Павловский храм.
Также в Сварыни находится братская могила 86 советских воинов и партизан, размещённая около школы. Памятник — скульптура воина — появился на могиле в 1984 году. Также были установлены две мемориальные плиты с памятной надписью.

## Население
- 1921 год — 823 человека (из них 779 православных), 151 дом[3]
- 1940 год — 979 человек, 118 дворов[3]
- 1930-е годы — 140 домов[3]
- 1940 год — 979 человек, 118 дворов[3]
- 1941 год — 1309 человек, 209 дворов[3]
- 1960 год — 873 человека[3]
- 1970 год — 1528 человек[3]
- 2005 год — 730 человек, 279 хозяйств[3]
- 2019 год — 487 человек[1]

## Комментарии
1. ↑  Название и ударение даны по: Назвы населеных пунктаў Рэспублікі Беларусь : Брэсцкая вобласць: нарматыўны даведнік / І. А. Гапоненка і інш.; пад рэд. В. П. Лемцюговай. — Минск: Тэхналогія, 2010. — С. 123. — 318 с. — ISBN 978-985-458-198-9.